# آدولفو نف
آدولفو نف (اسپانیایی: Adolfo Nef‎؛ زادهٔ ۱۸ ژانویهٔ ۱۹۴۶) بازیکن فوتبال اهل شیلی بود.

## باشگاهی
از باشگاه‌هایی که در آن بازی کرده‌است می‌توان به باشگاه فوتبال یونیورسیداد شیلی و باشگاه فوتبال کولو-کولو اشاره کرد.

## تیم ملی
وی همچنین در تیم ملی فوتبال شیلی بازی کرده‌است.